# 中华民国国民签证要求

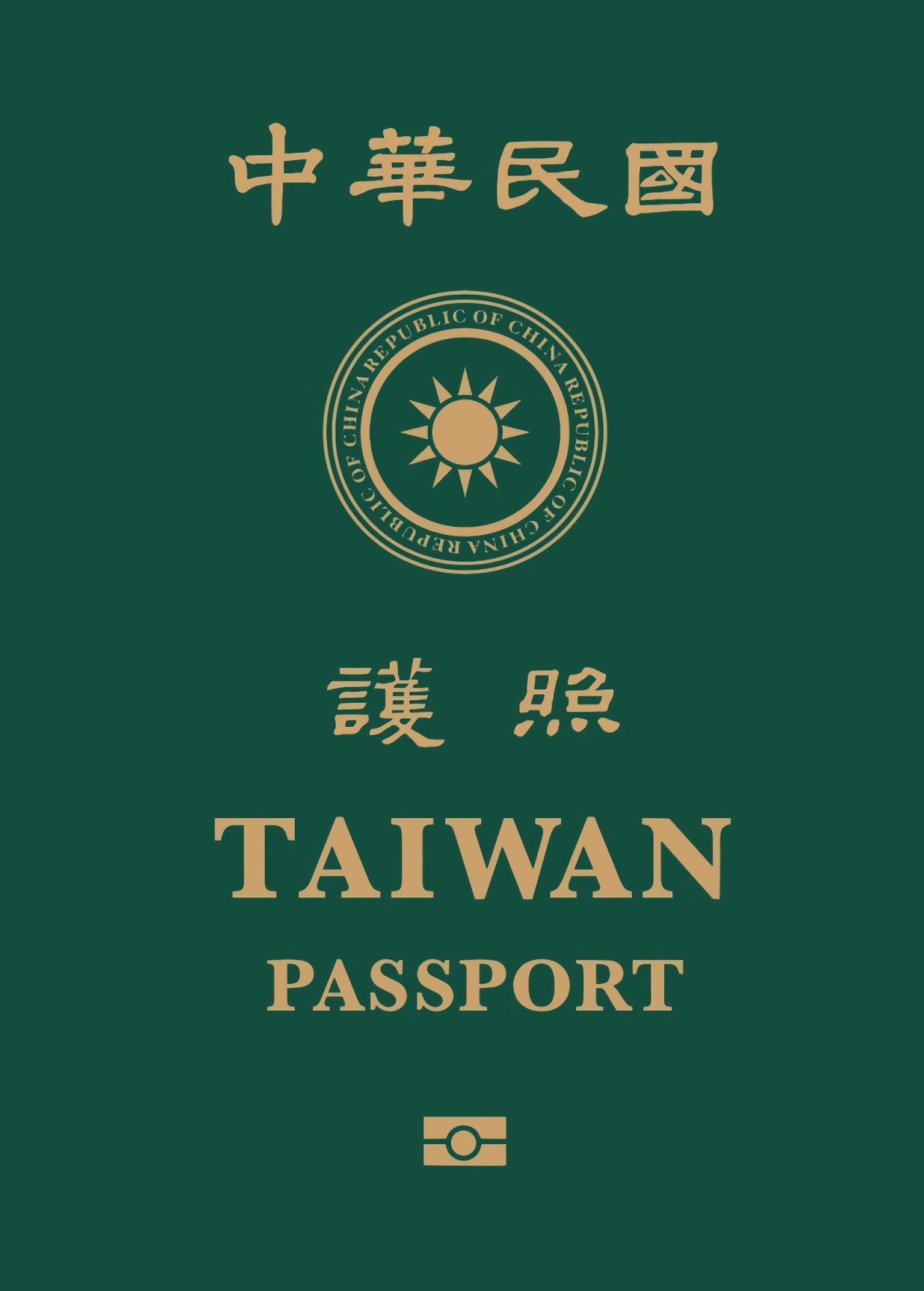
現行中華民國普通晶片護照，2021年1月11日開放申請。

中華民國國民簽證要求指其他國家或地區對中華民國國民入境該地的行政規定。雖然中華民國國民在《國籍法》下只有一種國籍類別，但其居留權則基於是否在臺灣地區設有戶籍而有所不同。因此，中華民國國民可分為有戶籍國民與無戶籍國民，無戶籍國民無權居留於臺灣地區。只有有戶籍國民可領取中華民國國民身分證，並領有含身分證統一編號的中華民國護照。有戶籍國民相較無戶籍國民，可以單憑護照以免簽證的方式入境更多國家與地區，而無戶籍國民或需依據各目的地的入境規定申請簽證或許可。
截至2025年7月25日，中華民國外交部則列出共174個國家與地區可以免簽證、落地簽證或電子簽證入境，這包含了需在入境前事先取得邀請函或簽證核准函等入境文件的國家（部分国家和地区要求（載有國民身分證統一編號護照持有人）才会有相应入境便利），
截至2025年8月13日，普通中華民國護照內載有國民身分證統一編號者可免簽證、落地簽證或電子簽證入境的國家和地區數量為138個，在亨利護照指數2025年8月全球排名當中名列第32位。普通中華民國護照是全球評比在十年內（2010－2020年）進步第2多的護照。
中华民国护照持有者入境中华民国的12个邦交国（包含1个联合国观察员国）均免签证（除梵蒂冈外均不需要國民身分證統一編號，梵蒂岡無邊境檢查）。
喬治亞、摩尔多瓦明文拒絕中華民國護照持有者入境。另外，中華民國護照持有者在取得部份國家的簽證或入境方面也有相當難度：例如亞塞拜然、古巴。亞森欣島政府基於其政策，不向中華民國護照持有者簽發簽證。

## 地圖

中華民國國民旅行免簽證國家或地區示意圖（普通護照）
中华民国（台湾）
仅可使用台湾居民来往大陆通行证或其他中华人民共和国旅行证件
免签证，或仅需电子旅行授权
落地签证
电子签证
落地签证或电子签证均可
需要签证
禁止入境

## 普通護照

### 主權國家
中華民國普通護照申請各個國家旅遊目的之簽證情形如下：
| 國家               | 簽證要求            | 說明（不含離境規費） |
| ------------------ | ------------------- | --- |
| 阿富汗伊斯蘭酋長國 | 需要簽證            | 抵達時護照至少有6個月以上效期。 |
| 阿尔巴尼亚         | 免簽證              | 6個月當中最長90日，抵達時護照至少有3個月以上效期。 |
| 阿尔及利亚         | 需要簽證            | 抵達時護照至少有6個月以上效期。 |
| 安道尔             | 免簽證              | 申根區內180日當中最長90日，需持有中華民國國民身分證號碼之護照，抵達時護照至少有3個月以上效期。 |
| 安哥拉             | 需要簽證            | 預先持有簽證核准證明者可以辦理落地簽證。 |
| 安地卡及巴布達     | 免簽證              | 最長30日；也可以申請電子簽證，若使用電子簽證必須持有列印出來的電子簽證核准證明。 |
| 阿根廷             | 電子旅遊授權        | 最長3個月。限以觀光為目的，申請電子旅遊授權（Autorización de Viaje Electrónica-AVE），資格為：持至少6個月以上之效期普通護照，可以證明過去2年內至少入境1次美國之紀錄，或持有美國簽發之「有效入境許可」（ESTA或B2/J/B1/O/P<P1-P2-P3>/E/H-1B簽證），必須持有列印出來的電子旅遊授權核准證明；另外可以申請阿根廷簽發的旅行證明（Travel Certificate）。 |
| 亞美尼亞           | 電子簽證            | 最長120日，限以觀光為目的，自葉里溫茲瓦爾特諾茨國際機場（EVN）入境另外可以用當地貨幣申請；最長21日。 （页面存档备份，存于） |
| 與附屬領地         | 電子旅行許可證(ETA) | 最長3個月。限以觀光或商務目的，須預先通過手機應用程序「AustralianETA」申請電子旅遊許可（Electronic Travel Authority, ETA），有效期為一年，只發給持有中華民國國民身分證號碼之中華民國護照，無戶籍國民不得申請，除非在第三國有永久居留資格。 |
| 奥地利             | 免簽證              | 申根區內180日當中最長90日，需持有中華民國國民身分證號碼之護照，抵達時護照至少有3個月以上效期。 |
|                    | 需要簽證            | 抵達時護照至少有3個月以上效期。 |
| 巴哈马             | 電子簽證            | 最長3個月 （页面存档备份，存于） |
| 巴林               | 電子簽證            | 最長14日，必須持有列印出來的電子簽證核准證明。 |
|                    | 落地簽證            | 最長30日，限以商務目的，並持有來回機票、住宿資料以及孟加拉投資部門（Board of Investment）邀請函的旅客可以辦理落地簽證，費用51美元。 |
|                    | 需要簽證            | 持有郵輪預約證明的旅客，可以免簽證停留最長24小時。 |
| 白俄羅斯           | 需要簽證            | 限非自俄羅斯出發或轉機的旅客，可在抵達明斯克國際機場時辦理簽證，必須持有足夠負擔醫療費用的證明。條件為需在實際入境日期前3個工作日提交證明文件。 |
| 比利时             | 免簽證              | 申根區內180日當中最長90日，需持有中華民國國民身分證號碼之護照，抵達時護照至少有3個月以上效期。 |
|                    | 免簽證              | 最長90日 |
|                    | 電子簽證            | |
| 不丹               | 電子簽證            | （页面存档备份，存于） |
| 玻利维亚           | 落地簽證            | |
|                    | 免簽證              | 6個月當中最長90日，抵達時護照至少有3個月以上效期。 |
|                    | 電子簽證            | 最長3個月，抵達時護照至少有6個月以上效期。 （页面存档备份，存于） |
| 巴西               | 需要簽證            | 2014年5月14日以前，巴西簽證為黏附於通行證上。 |
|                    | 免簽證              | 最長14日，抵達時護照至少有6個月以上效期。 |
| 保加利亚           | 免簽證              | 申根區內180日當中最長90日，需持有中華民國國民身分證號碼之護照，抵達時護照至少有3個月以上效期。 |
| 布吉納法索         | 落地簽證            | 最長1個月，亦可申請電子簽證，最長30日。 （页面存档备份，存于） |
|                    | 落地簽證            | 最長1個月 |
| 柬埔寨             | 落地簽證            | 最長30日，抵達時護照至少有6個月以上效期。 |
| 喀麦隆             | 電子簽證            | （页面存档备份，存于） |
| 加拿大             | 電子旅行證(eTA)     | 最長180日，需持有中華民國外交部發行，註記中華民國國民身分證號碼之護照。以空中方式入境，必須事先申請電子旅行證；陸路及海路方式，無需事先申請eTA。 |
|                    | 落地簽證            | 最長30日，旅客應在EASE網站預先登錄資訊，未登錄者可能在辦理落地簽證時被加收額外處理費，抵達時護照至少有6個月以上效期。 |
| 中非               | 需要簽證            | |
|                    | 電子簽證            | |
| 智利               | 免簽證              | 最長90日 |
| 哥伦比亚           | 電子簽證            | 收費視簽證類型有所不同，填表時若國家選項以西班牙語顯示，請選「OTHER CASES AND TERRITORIES」(其他案件或地區)／持有中華民國護照或前往申根區或美國的有效簽證的臺灣公民有資格免簽證入境。 （页面存档备份，存于） |
|                    | 落地簽證            | 最長45日，抵達時護照至少有6個月以上效期。 |
| 刚果共和国         | 需要簽證            | 持有VIP邀請函的旅客無需簽證。 |
| 刚果民主共和国     | 電子簽證            | 最長7日 （页面存档备份，存于） |
|                    | 免簽證              | 最長90日，抵達時護照至少有3個月以上效期。 |
| Cote d'Ivoire !    | 電子簽證            | 最長90日，必須持有象國國土管制局入境核可條碼及註冊收據，須由阿必尚國際機場入境，抵達時護照至少有6個月以上效期。 |
|                    | 免簽證              | 申根區內180日當中最長90日，需持有中華民國國民身分證號碼之護照，抵達時護照至少有3個月以上效期。 |
| 古巴               | 觀光卡              | 最長30日，觀光卡必須事先購買，抵達時護照至少有2個月以上效期。但2023年12月起，陸續有拒絕入境的案例，中華民國外交部領事事務局不建議前往。 |
| 賽普勒斯           | 免簽證              | 6個月當中最長90日，需持有中華民國國民身分證號碼之護照；持有保加利亞、克羅埃西亞、羅馬尼亞或申根區國家簽發的D及二次或多次入境C簽證的旅客，也可以免申請賽普勒斯簽證最長停留180日當中最長90日；抵達時護照至少有3個月以上效期。 |
| 捷克               | 免簽證              | 申根區內180日當中最長90日，需持有中華民國國民身分證號碼之護照，抵達時護照至少有3個月以上效期。 |
| 丹麦               | 免簽證              | 申根區內180日當中最長90日，需持有中華民國國民身分證號碼之護照，抵達時護照至少有3個月以上效期。 |
|                    | 電子簽證            | 最長90日，抵達時護照至少有6個月以上效期。 |
| 多米尼克           | 免簽證              | 最長3個月 |
|                    | 免簽證              | 最長30日，入境時需購買觀光卡。 |
|                    | 電子簽證            | 最長90日，抵達時護照至少有6個月以上效期。 |
| 埃及               | 落地簽證            | 最長30日，抵達時護照至少有6個月以上效期。 亦可申請電子簽證。 （页面存档备份，存于） |
| 薩爾瓦多           | 需要簽證            | 抵達時護照至少有6個月以上效期。 |
| 赤道几内亚         | 電子簽證            | （页面存档备份，存于） |
|                    | 需要簽證            | 抵達時護照至少有1個月以上效期。 |
| 爱沙尼亚           | 免簽證              | 申根區內180日當中最長90日，需持有中華民國國民身分證號碼之護照，抵達時護照至少有3個月以上效期。 |
|                    | 免簽證              | 最長90日 |
| 衣索比亞           | 電子簽證            | 電子簽證持有者必須通過阿迪斯阿貝巴博樂國際機場抵達。 電子簽證的有效期為30或90天。 |
| 斐济               | 免簽證              | 最長120日，抵達時護照至少有6個月以上效期。 |
| 芬兰               | 免簽證              | 申根區內180日當中最長90日，需持有中華民國國民身分證號碼之護照，抵達時護照至少有3個月以上效期。 |
| 法國               | 免簽證              | 申根區內180日當中最長90日，需持有中華民國國民身分證號碼之護照，抵達時護照至少有3個月以上效期。 |
| 加彭               | 電子簽證            | 最長3個月，必須經由自由城國際機場入境，並持有列印出來的加彭移民署（DGDI）的電子系統的電子簽證核准證明；抵達時護照至少有6個月以上效期。 |
|                    | 免簽證              | 最長90日 |
|                    | 拒絕入境            | 持中華民國護照者禁止入境或過境。中華民國國民申辦簽證具相當難度，除非是應邀參加在喬國舉辦之國際會議或國際體育賽事，始能個案取得簽證。 |
| 德国               | 免簽證              | 申根區內180日當中最長90日，需持有中華民國國民身分證號碼之護照，抵達時護照至少有3個月以上效期。 |
|                    | 需要簽證            | |
| 希腊               | 免簽證              | 申根區內180日當中最長90日，需持有中華民國國民身分證號碼之護照，抵達時護照至少有3個月以上效期。 |
| 格瑞那達           | 需要簽證            | 從2020年12月1日開始，所有前往格林納達的旅客都必須完成線上申請，才能獲得進入格林納達的純安全旅行授權證書。 |
|                    | 免簽證              | 30日至90日 |
| 几内亚             | 電子簽證            | 最長90日 （页面存档备份，存于） |
|                    | 落地簽證            | |
|                    | 需要簽證            | |
| 海地               | 免簽證              | 最長90日，抵達時護照至少有6個月以上效期。 |
|                    | 免簽證              | 最長90日，抵達時護照至少有3個月以上效期。 |
| 匈牙利             | 免簽證              | 申根區內180日當中最長90日，需持有中華民國國民身分證號碼之護照，抵達時護照至少有3個月以上效期。 |
| 冰島               | 免簽證              | 申根區內180日當中最長90日，需持有中華民國國民身分證號碼之護照，抵達時護照至少有3個月以上效期。 |
| 印度               | 電子簽證            | 必須經由指定的24個機場或3個港口入境，並至少於出發前4日申請，必須持有列印出來的電子簽證核准證明。 |
| 印度尼西亞         | 落地簽證            | 最長30日，可延長一次，限非以採訪為目的，抵達時護照至少有6個月以上效期。 （页面存档备份，存于） 亦可申請電子簽證。 （页面存档备份，存于） |
| 伊朗               | 落地簽證            | 觀光目的單次15日至30日；商務目的單次最長14日，限指定口岸辦理，抵達時護照至少有6個月以上效期。 亦可申請電子簽證 （页面存档备份，存于） |
| 伊拉克             | 需要簽證            | 抵達時護照至少有6個月以上效期。 |
| 愛爾蘭             | 免簽證              | 最長90日 |
| 以色列             | 免簽證              | 最長90日；部分伊斯蘭國家因阿拉伯國家聯盟對以色列的抵制，會拒絕曾有入境以色列紀錄的國民入境。 |
| 義大利             | 免簽證              | 申根區內180日當中最長90日，需持有中華民國國民身分證號碼之護照，抵達時護照至少有3個月以上效期。 |
| 牙买加             | 落地簽證            | 最長30日，護照必須與預先向牙買加駐外使館申辦的身分切結書（Affidavit of Identity）配合使用，才能辦理落地簽證。 |
| 日本               | 免簽證              | 最長90日，需持有中華民國國民身分證號碼之護照。 |
| 约旦               | 落地簽證            | 最長30日，抵達時護照至少有6個月以上效期，在大多數國際入境口岸和陸地過境點都可以獲得。（侯賽因國王/艾倫比大橋除外） 亦可申請電子簽證。 （页面存档备份，存于） |
|                    | 電子簽證            | 亦可申請預審制落地簽證，均須事先取得哈薩克內政部移民局核准之邀請函。 |
|                    | 免簽證              | 需申請電子旅行准證（Electronic Travel Authorization, eTA）。單次入境，最多90日 |
| 基里巴斯           | 需要簽證            | |
|                    | 需要簽證            | 以觀光目的入境，必須先得到北韓當地旅行社簽發的授權。 |
|                    | 免簽證              | 最長90日，必須事先獲得電子旅行許可（K-ETA）。 |
| 科威特             | 需要簽證            | 抵達時護照至少有6個月以上效期。 |
|                    | 需要簽證            | 由吉爾吉斯旅行社或其他邀請單位出具邀請函。 |
|                    | 落地簽證            | 14日至30日；另外可辦理電子簽證，空中交通限自瓦岱國際機場（VTE）、龍坡邦國際機場（LPQ）、巴色國際機場入境，最長期限亦30日；抵達時護照至少有6個月以上效期。 |
| 拉脫維亞           | 免簽證              | 申根區內180日當中最長90日，需持有中華民國國民身分證號碼之護照，抵達時護照至少有3個月以上效期。 |
| 黎巴嫩             | 落地簽證            | 預審制，最長30日，需先電郵駐約旦代表處代辦觀光落地簽證，限自貝魯特國際機場（BEY）入境，抵達時護照至少有1個月以上效期。 |
| 賴索托             | 電子簽證            | |
| 利比里亚           | 落地簽證            | 7至30日，抵達前必須經由電子郵件申請。 |
| 利比亞             | 需要簽證            | |
| 列支敦斯登         | 免簽證              | 申根區內180日當中最長90日，需持有中華民國國民身分證號碼之護照，抵達時護照至少有3個月以上效期。 |
| 立陶宛             | 免簽證              | 申根區內180日當中最長90日，需持有中華民國國民身分證號碼之護照，抵達時護照至少有3個月以上效期。 |
| 盧森堡             | 免簽證              | 申根區內180日當中最長90日，需持有中華民國國民身分證號碼之護照，抵達時護照至少有3個月以上效期。 |
| 马达加斯加         | 落地簽證            | 最長30日，必須持有已確認的來回機票，抵達時護照至少有6個月以上效期。 |
| 马拉维             | 落地簽證            | 最長30日，可以申請再延長60日。 亦可申請電子簽證。 （页面存档备份，存于） |
| 马来西亚           | 免簽證              | 最長30日，抵達時護照至少有6個月以上效期。 |
| 馬爾地夫           | 落地簽證            | 最長30日，可以申請再延長60日，抵達時護照至少有6個月以上效期。 |
|                    | 需要簽證            | |
| 馬爾他             | 免簽證              | 申根區內180日當中最長90日，需持有中華民國國民身分證號碼之護照，抵達時護照至少有3個月以上效期。 |
| 马绍尔群岛         | 免簽證              | 最長90日，抵達時護照至少有6個月以上效期。 |
| 毛里塔尼亚         | 落地簽證            | 最長30日，可在諾克少-歐姆托西國際機場申請，抵達時護照至少有6個月以上效期。 |
| 模里西斯           | 落地簽證            | 最長60日， |
| 墨西哥             | 需要簽證            | 如果持有加拿大、日本、美國、英國或申根區國家有效簽證入境之旅客，則不需要簽證，最長可停留180日。 |
| 密克羅尼西亞聯邦   | 免簽證              | 最長30日，抵達時護照至少有120日以上效期。 |
| 摩尔多瓦           | 拒絕入境            | 持中華民國護照者禁止入境或過境。中華民國國民申辦簽證具相當難度。 |
| 摩納哥             | 免簽證              | 申根區內180日當中最長90日，需持有中華民國國民身分證號碼之護照，抵達時護照至少有3個月以上效期。 |
| 蒙古国             | 電子簽證            | 抵達時護照至少有6個月以上效期。 |
| 蒙特內哥羅         | 免簽證              | 6個月當中最長90日，需持有中華民國國民身分證號碼之護照；持有澳洲、保加利亞、克羅埃西亞、加拿大、愛爾蘭、日本、紐西蘭、羅馬尼亞、美國、英國或申根區國家簽發的有效簽證的旅客，也可以免申請蒙特內哥羅簽證最長停留30日；抵達時護照至少有3個月以上效期。                                                                                                |
| 摩洛哥             | 需要簽證            | |
| 莫桑比克           | 落地簽證            | 最長30日，持抵達時有效期在6個月以上的中華民國護照，可以在Beira（BEW）、 Nampula（APL）、馬布多國際機場（MPM）、 Pemba（POL）、欽戈茲伊機場（TET）及Vilankulo（VNX）等機場辦理落地簽證。 亦可申請電子簽證。 （页面存档备份，存于） |
| 緬甸               | 電子簽證            | 必須由仰光、奈比多或曼德勒3座國際機場入境，必須持有列印出來的簽證核准信，抵達時護照至少有6個月以上效期。 |
| 纳米比亚           | 電子簽證            | 自2023年9月22日起開放中華民國護照持有人線上申請觀光簽證（Holiday Visa），網址為納國內政、移民暨安全部網站https://eservices.mhaiss.gov.na/holidayvisa-services。 （页面存档备份，存于） |
| 瑙鲁               | 免簽證              | 最長30日，抵達時護照至少有3個月以上效期。 |
| 尼泊尔             | 落地簽證            | 最長30日；以商務目的入境並獲得尼泊爾工業部授權（license）最長5年，抵達時護照至少有6個月以上效期。 亦可申請電子簽證，最長90日。 （页面存档备份，存于） |
| 荷蘭               | 免簽證              | 申根區內180日當中最長90日，需持有中華民國國民身分證號碼之護照，抵達時護照至少有3個月以上效期。 |
| 新西兰             | 電子旅行授權(NZeTA) | 最長90日，必須預先在New Zealand Electronic Travel Authority（NZeTA）登記，且持有中華民國國民身分證號碼之護照，抵達時護照至少有3個月以上效期。 |
| 尼加拉瓜           | 免簽證              | 最長90日，抵達時護照至少有6個月以上效期。 |
| 尼日尔             | 需要簽證            | |
| 奈及利亞           | 電子簽證            | （页面存档备份，存于） |
| 北馬其頓           | 免簽證              | 6個月內當中最長90日（自2018年4月1日至2030年3月31日止），需持有中華民國國民身分證號碼之護照；持有抵達時至少尚有5日效期的加拿大、美國簽證或瑞士、歐洲經濟區國家二次或多次入境C簽證的旅客，也可以免申請北馬其頓簽證最長每次停留15日，6個月內當中最長90日；抵達時護照至少有90日以上效期。                                                             |
| 挪威               | 免簽證              | 申根區內180日當中最長90日，需持有中華民國國民身分證號碼之護照，抵達時護照至少有3個月以上效期。 |
| 阿曼               | 電子簽證            | 最長30日，必須持有列印出來的電子簽證核准證明，抵達時護照至少有6個月以上效期。 |
| 巴基斯坦           | 需要簽證            | 抵達後24小時內必須向移民辦事處（Immigration Head Office）註冊。 |
| 帛琉               | 免簽證              | 最長90日，可以申請延長，抵達時護照至少有6個月以上效期。 |
| 巴拿马             | 免簽證              | 最長180日，抵達時護照至少有3個月以上效期。 |
|                    | 落地簽證            | 最長60日，必須持有來回機票，抵達時護照至少有6個月以上效期。 目前落地簽證已暫停，可以申請電子簽證 （页面存档备份，存于） |
| 巴拉圭             | 免簽證              | 最長90日 |
| 秘魯               | 免簽證              | 最長180日，抵達時護照至少有6個月以上效期。 |
| 菲律賓             | 免簽證              | 最長14日。 亦可申請電子簽證，最長30日，無中華民國國民身分證號碼之護照持有者需提供中華民國居留證，必須持有列印出來的電子旅遊授權（Electronic Travel Authorization, ETA）核准證明；抵達時護照至少有6個月以上效期。 |
| 波蘭               | 免簽證              | 申根區內180日當中最長90日，需持有中華民國國民身分證號碼之護照，抵達時護照至少有3個月以上效期。 |
| 葡萄牙             | 免簽證              | 申根區內180日當中最長90日，需持有中華民國國民身分證號碼之護照，抵達時護照至少有3個月以上效期。 |
|                    | 電子簽證            | 必須持有列印出來的電子簽證核准證明，抵達時護照至少有3個月以上效期；自埃及出發的旅客禁止入境卡達。 |
| 羅馬尼亞           | 免簽證              | 申根區內180日當中最長90日，需持有中華民國國民身分證號碼之護照，抵達時護照至少有3個月以上效期。 |
| 俄羅斯             | 電子簽證            | 適用範圍涵蓋俄羅斯全境，簽證效期60天，停留期限為16天，簽證費用40美元，6歲以下兒童免費。 |
| 卢旺达             | 落地簽證            | 最長30日，可再申請延長；亦可辦理電子簽證；抵達時護照至少有6個月以上效期。 亦可申請電子簽證。 （页面存档备份，存于） |
| 圣基茨和尼维斯     | 免簽證              | 最長90日 |
| 圣卢西亚           | 免簽證              | 最長42日 |
|                    | 免簽證              | 最長30日 |
| 萨摩亚             | 免簽證              | 最長60日 |
| 圣马力诺           | 免簽證              | 申根區內180日當中最長90日，需持有中華民國國民身分證號碼之護照，抵達時護照至少有3個月以上效期。 |
| 聖多美和普林西比   | 電子簽證            | 必須持有列印出來的電子簽證核准證明。 |
| 沙烏地阿拉伯       | 電子簽證            | 最長90日，限觀光及伊斯蘭教副朝目的；持有美國、英國或申根區國家簽發的商務或觀光簽證，且該簽證在有效內、已被使用及蓋章，可以辦理落地簽證，必須搭乘沙烏地阿拉伯航空（SV）、Flyadeal（F3）、Saudigulf（6S）或納斯航空（XY）等航空公司，抵達時護照至少有6個月以上效期。                                                                                |
| 塞内加尔           | 需要簽證            | 抵達時護照至少有3個月以上效期。 |
| 塞爾維亞           | 需要簽證            | 必須預先向塞爾維亞駐外使領館申請入境許可函，該許可函不附在護照上，最長可停留90日。旅行證明以單獨的一張紙簽發。 |
| 塞舌尔             | 落地旅客許可        | 最長30日，落地後須獲核發「入境許可」，必須持有來回機票、足夠資金及住宿確認單。 |
|                    | 電子簽證            | 最長3個月。 （页面存档备份，存于） |
| 新加坡             | 免簽證              | 最長30日，需中華民國國民身分證號碼之護照，新加坡只承認有身分證號碼之護照，無身分證號碼之護照需配合中華民國臺灣地區入國許可證使用；抵達時護照至少有6個月以上效期。 |
| 斯洛伐克           | 免簽證              | 申根區內180日當中最長90日，需持有中華民國國民身分證號碼之護照，抵達時護照至少有3個月以上效期。 |
| 斯洛維尼亞         | 免簽證              | 申根區內180日當中最長90日，需持有中華民國國民身分證號碼之護照，抵達時護照至少有3個月以上效期。 |
| 所罗门群岛         | 需要簽證            | |
|                    | 落地簽證            | 自特定口岸入境可辦理落地簽證，最長30日，只能以美金現金支付；抵達時護照至少有6個月以上效期。 |
| 南非               | 需要簽證            | 中華民國公民免費辦理。持有有效的申根區、美國、澳洲簽證者無需辦理南非簽證可直接入境。 |
| 南蘇丹             | 電子簽證            | 可線上獲取旅行時必須出示列印的簽證授權書。 （页面存档备份，存于） |
| 西班牙             | 免簽證              | 申根區內180日當中最長90日，需持有中華民國國民身分證號碼之護照，抵達時護照至少有3個月以上效期。 |
| 斯里蘭卡           | 電子簽證            | 抵達時護照至少有3個月以上效期，需持有回程機票。 |
| 苏丹               | 需要簽證            | 抵達時護照至少有6個月以上效期。 |
| 苏里南             | 免簽證              | 90天，抵達時護照至少有6個月以上效期。 |
| 瑞典               | 免簽證              | 申根區內180日當中最長90日，需持有中華民國國民身分證號碼之護照，抵達時護照至少有3個月以上效期。 |
| 瑞士               | 免簽證              | 申根區內180日當中最長90日，需持有中華民國國民身分證號碼之護照，抵達時護照至少有3個月以上效期。 |
| 叙利亚             | 電子簽證            | 觀光為由最長15日。 |
|                    | 電子簽證            | 最長45日 （页面存档备份，存于） |
| 坦桑尼亚           | 電子簽證            | 必須持有列印出來的電子簽證核准證明。 |
| 泰國               | 免簽證              | 每次入境最長60日。 |
| 东帝汶             | 落地簽證            | 最長30日 |
| 多哥               | 電子簽證            | 最長15日 （页面存档备份，存于） |
|                    | 需要簽證            | |
| 千里達及托巴哥     | 需要簽證            | |
| 突尼西亞           | 需要簽證            | |
| 土耳其             | 電子簽證            | 最長30日，必須持有電子版或列印出來的電子簽證核准證明。 |
|                    | 需要簽證            | |
|                    | 免簽證              | 最長90日 |
| 乌干达             | 電子簽證            | 必須持有列印出來的電子簽證核准證明。 |
| 乌克兰             | 電子簽證            | 最長30日，必須持有列印出來的電子簽證核准證明。 |
| 阿联酋             | 過境電子簽證        | 最長96小時過境電子簽證。必須全程搭乘阿聯航空，且轉機時間超過4小時，抵達時護照至少有6個月以上效期；停留期間少於3個月的旅客，護照必須至少有3個月以上效期。 |
| 英国               | 免簽證              | 最長180日，需持有中華民國國民身分證號碼之護照。 |
| 美国               | 免簽證              | 從海外入境起最長90日，適用免簽證計畫；若以空中或郵輪入境者，需事先於旅行授權電子系統申請，通過起2年入境有效；陸路方式入境者，無需事先申請ESTA；需持有中華民國國民身分證號碼之護照，其餘狀況需填寫DS-232表格申請簽證。 |
| 乌拉圭             | 需要簽證            | 護照有效期6個月以上，且使用狀態良好，並持有歐盟或申根區、美國、加拿大或英國有效簽證，可免簽入境最多停留90天，可多次入境。 |
|                    | 電子簽證            | |
|                    | 免簽證              | 最長30日 |
| 梵蒂冈             | 免簽證              | 申根區內180日當中最長90日，需持有中華民國國民身分證號碼之護照，抵達時護照至少有3個月以上效期。 |
| 委內瑞拉           | 需要簽證            | |
| 越南               | 電子簽證            | |
| 葉門               | 需要簽證            | |
| 尚比亞             | 電子簽證            | 申請系統中無Taiwan選項，必須持有列印出來的電子簽證核准證明。 |
| 辛巴威             | 電子簽證            | 最長3個月。 |

### 爭議領土或主權實體

#### 中國大陸、香港及澳門
依中華人民共和國法律，包括台灣地區居民在内的中華民國國民，都是具有中華人民共和國國籍的中國公民。
- 在台灣設有戶籍者，可申領台灣居民往來大陸通行證入境中國大陸。
- 臺灣地區無戶籍國民，或其他未持有臺胞證的人士，可向中華人民共和國駐外使館申請中華人民共和國旅行證前往中國大陸與香港旅遊，旅行證為簽發予不便持用中華人民共和國護照的中國公民的出入境證件，不致觸犯台灣《兩岸人民關係條例》對持有中華人民共和國護照的禁令。
  - 定居在外國，同時擁有外國護照和中華民國護照的人士，依《中華人民共和國國籍法》第9條（定居外國且歸化者自動喪失中國國籍）可能不符合申請旅行證資格，需以其外國護照申請中華人民共和國簽證[236]。

包括北京、上海、广州在内的机场已经允许24小时内过境转机（不入境）免办边检手续，但台湾居民过境转机可能仍需持有有效的台湾居民来往大陆通行证或中华人民共和国旅行证方可登机。
| 地區                       | 使用中華民國護照旅行 | 使用臺灣居民來往大陸通行證旅行 | 使用中華人民共和國旅行證旅行                                                          |
| -------------------------- | --- | --- | ------------------------------------------------------------------------------------- |
| 中国大陆（不含西藏自治區） | 不可單憑中華民國護照入境 | 最長5年，無停留期限制；一次性台胞證最長可停留3個月，且可於指定的口岸即場辦理。申請台胞證要求申請人不得具有其他國籍，且須持有含國民身分證字號之中華民國護照。 | 最長2年                                                                               |
| 西藏自治區                 | 除有效的臺灣居民來往大陸通行證、中華人民共和國旅行證以外，还应有臺灣同胞進藏批准函。 | 除有效的臺灣居民來往大陸通行證、中華人民共和國旅行證以外，还应有臺灣同胞進藏批准函。                                                                         | 除有效的臺灣居民來往大陸通行證、中華人民共和國旅行證以外，还应有臺灣同胞進藏批准函。  |
| 香港                       | 申請人不得具有其他國籍，且須以含國民身分證字號之中華民國護照預先在線上辦妥免費的台灣居民預辦入境登記，一次成功登記可入境香港2次，每次最長30日。抵達時該中華民國護照至少有6個月以上效期，且須同時出示已登記完成之紙本通知書；其他國籍者，請參考香港簽證政策。不入境转机者无需预办登记或持有台胞证。 | 30日，抵達時中華民國護照至少有2個月以上效期。 | 必須申請香港進入許可，不入境转机无需申请许可，抵達時中華民國護照至少有2個月以上效期。 |
| 澳門                       | 30日，抵達時中華民國護照至少有30日以上效期。 | 30日 | 7日，必須從第三地過境至澳門或從澳門過境至第三地。                                     |

註：單次入境之臺灣居民來往大陸通行證申請需提供有效期限3個月以上之中華民國護照、中華民國國民身分證、回程機票、2吋證件照片與150元人民幣（約620新臺幣）規費。部分機場必須提供如邀請函等額外文件。可申辦之機場為：北京-首都、天津、上海-虹橋、上海-浦東、長春、長沙、成都、重慶、大連、福州、桂林、貴陽、杭州、哈爾濱、合肥、濟南、昆明、南昌、南京、南寧、寧波、青島、三亞、海口、瀋陽、深圳、溫州、武漢、無錫、廈門、泉州、西安、徐州、鹽城、煙台、鄭州。單次入境之臺灣居民來往大陸通行證最長可以停留3個月。如果持有長期居留許可之公民，則不能使用此服務，必須持有有效之長期居留臺灣居民來往大陸通行證，否則禁止入境。

#### 其他爭議領土或實體
中華民國國民在下述自治領土、爭議地區、部分承認國家與限制區域內之簽證要求如下：
| 歐洲                       | 歐洲                  | 歐洲 |
| 國家或地區                 | 簽證要求              | 說明（不含離境規費） |
| -------------------------- | --------------------- | --- |
| 阿布哈茲                   | 需要簽證              | |
| 阿索斯山                   | 需要特別許可          | 需要特別許可，可入境4日，其中東正教會旅客25歐元，學生18歐元，其餘旅客35歐元。每日總量管制上限為100名東正教會旅客與10名非東正教會旅客，且禁止女性入境。 |
| 科索沃                     | 免簽證                | 最長90日，需在入境前通知該國。 |
| 北賽普勒斯                 | 免簽證                | 3個月，需要護照。 |
| 賽普勒斯聯合國緩衝區       | 需要入境許可          | 除民用地區外，於此區旅行需要入境許可。 |
| 直布罗陀                   | 免簽證                | 最長90日，需持有含中華民國國民身分證號碼之護照。 |
| 俄羅斯                     | 需要特殊許可          | 部分保密行政區需要特殊許可。 |
| 南奥塞梯                   | 需要簽證              | 需要俄羅斯多次入境簽證，並需在入境3日前進行通知以進入此區。 |
| 德涅斯特河沿岸             | 需要簽證              | 需要摩爾多瓦簽證，並在入境後24小時內進行登記。 |
| 非洲                       |                       | |
| 國家或地區                 | 簽證要求              | 說明（不含離境規費） |
| 索馬利蘭                   | 落地簽證              | 最長30日，費用為60美元。 |
| 英屬印度洋領地             | 需要特殊許可          | 需要特殊入境許可。 |
| 马约特                     | 免簽證                | 申根區內180日當中最長90日，需持有中華民國國民身分證號碼之護照，抵達時護照至少有3個月以上效期。。 |
| 留尼汪                     | 免簽證                | 申根區內180日當中最長90日，需持有中華民國國民身分證號碼之護照，抵達時護照至少有3個月以上效期。。 |
|                            | 無法申請簽證入境      | 亞森欣島政府基於其政策，不向持白俄羅斯、中華人民共和國、香港、澳門、埃及、伊朗、利比亞、北韓、俄羅斯、敘利亞、中華民國、烏克蘭及越南護照簽發簽證。 |
| 聖赫勒拿                   | 落地簽證              | 最長90日；持有英國簽證或聖海蓮娜簽發的簽證豁免書可以免簽證入境；抵達時護照至少有6個月以上效期。 |
|                            | 需要許可              | 需要取得登陸許可，費用為15/30英鎊（遊艇/郵輪旅客）；如在果夫島、伊奈克塞瑟布爾島與南丁格爾群島旅遊，費用為20英鎊。 |
| 撒拉威阿拉伯民主共和國     | 需要簽證              | 西薩哈拉控制領土沒有簽證機構，進入該地需要阿爾及利亞的簽證。 |
| 達佛                       | 需要旅遊許可          | 需要單獨的旅遊許可。 |
| 亞洲                       |                       | |
| 國家或地區                 | 簽證要求              | 說明（不含離境規費） |
| 印度                       | 需要保護/限制區域許可 | 需申請保護區域許可（Protected Area Permit, PAP）的範圍包含阿魯納恰爾邦、曼尼普爾邦、米佐拉姆邦全境以及喜馬偕爾邦查謨-克什米爾邦與北阿坎德邦部分地區。需申請限制區域許可（Restricted Area Permit, RAP）的範圍包含安達曼-尼科巴群島、拉克沙群島全境以及錫金部分區域。上述部分區域會不定期開放入境1年。                                                            |
| 伊拉克库尔德斯坦           | 需要簽證              | |
| 基什島                     | 免簽證                | 前往基什島的旅客不需要簽證。 |
| 沙巴與砂拉越               | 免簽證                | 這兩州有各自的入境管理機構，在當地旅行也需要攜帶護照，然而這兩州皆執行相同的簽證政策。 |
| 馬爾地夫                   | 需要許可              | 除首都馬利外，非經該國政府明確許可，旅客一般禁止在非度假區島嶼旅遊。 |
| 巴勒斯坦                   | 免簽證                | 從海上入境加薩走廊不需申請許可。 |
| 南北韓非軍事區             | 限制區域              | |
| 富國島                     | 免簽證                | 30日 |
| 葉門                       | 需要特殊許可          | 於沙那與亞丁以外地區旅遊需要特殊許可。 |
| 加勒比海與北大西洋         |                       | |
| 國家或地區                 | 簽證要求              | 說明（不含離境規費） |
|                            | 免簽證                | 最長1個月。需持有含中華民國國民身分證號碼之護照。持有加拿大、美國或英國簽證的旅客，不需安圭拉簽證，最長也可以停留3個月。 |
| 阿鲁巴                     | 免簽證                | 最長30日。需持有含中華民國國民身分證號碼之護照；持有申根區D簽證及多次入境C簽證、愛爾蘭或英國簽證也可以免申請阿魯巴簽證，最長90日；持有郵輪預約確認證明，也可以免簽證最長24小時。。 |
| 百慕大                     | 免簽證                | 最長90日 |
| 波奈、聖佑達修斯與荷屬沙巴 | 免簽證                | 最長90日。需持有含中華民國國民身分證號碼之護照；持有申根區簽證、英國或愛爾蘭多次入境簽證可以免簽證停留最長90日；持有郵輪預約確認證明，也可以免簽證最長48小時。 |
| 英屬維爾京群島             | 免簽證                | 最長1個月 |
| 开曼群岛                   | 免簽證                | 最長30日，需持有含中華民國國民身分證號碼之護照；持有郵輪預約確認證明，也可以免簽證最長24小時。 |
|                            | 免簽證                | 最長30日。需持有含中華民國國民身分證號碼之護照；持有申根區D簽證及多次入境C簽證、英國或愛爾蘭多次入境簽證可以免簽證停留最長90日；持有郵輪預約確認證明，也可以免簽證最長48小時。 |
| 法屬圭亞那                 | 免簽證                | 申根區內180日當中最長90日。需持有含中華民國國民身分證號碼之護照。 |
| 格陵兰                     | 免簽證                | 申根區內180日當中最長90日，需持有中華民國國民身分證號碼之護照，抵達時護照至少有3個月以上效期。。 |
|                            | 免簽證                | 最長6個月 |
| 波多黎各                   | 免簽證                | 最長90日。需向旅行授權電子系統申請並持有含中華民國國民身分證號碼之護照 |
|                            | 免簽證                | 180日中最長90日。需持有含中華民國國民身分證號碼之護照，抵達時護照至少有3個月以上效期。 。 |
| 荷屬聖馬丁                 | 免簽證                | 最長90日。需持有含中華民國國民身分證號碼之護照；持有申根區國家簽發的多次入境C簽證及D簽證、愛爾蘭、英國多次入境簽證的旅客，也可以免簽證停留荷屬聖馬丁180日當中最長90日；持有郵輪預約證明的旅客，可以免簽證停留最長48小時；有身分證字號之護照抵達時必須在有效期限內，其他情形抵達時護照至少有3個月以上效期。 |
| [ 293 ]                    | 免簽證                | 最長30日 |
| 美屬維爾京群島             | 免簽證                | 90日。需向旅行授權電子系統申請並持有含中華民國國民身分證號碼之護照。 |
| 揚馬延                     | 需要許可              | 過境低於24小時者，須由本地警察開立許可；超過24小時者需由挪威警方開立許可。 |
| 斯瓦爾巴群島               | 無限期居留            | 1925年7月1日，中華民國政府簽署《斯瓦巴條約》，沿用至今，可無限期居住本島，不受任何居留時間限制。 |
| 法罗群岛                   | 免簽證                | 申根區內180日當中最長90日，需持有中華民國國民身分證號碼之護照，抵達時護照至少有3個月以上效期。 |
|                            | 免簽證                | 申根區內180日當中最長90日，需持有中華民國國民身分證號碼之護照，抵達時護照至少有3個月以上效期。 |
|                            | 免簽證                | 申根區內180日當中最長90日，需持有中華民國國民身分證號碼之護照，抵達時護照至少有3個月以上效期。 |
|                            | 免簽證                | 申根區內180日當中最長90日，需持有中華民國國民身分證號碼之護照，抵達時護照至少有3個月以上效期。 |
| 法属圣马丁                 | 免簽證                | 申根區內180日當中最長90日，需持有中華民國國民身分證號碼之護照，抵達時護照至少有3個月以上效期。 |
| 大洋洲                     |                       | |
| 國家或地區                 | 簽證要求              | 說明（不含離境規費） |
| 美属萨摩亚                 | 電子入境許可          | 30日，抵達時護照至少有6個月以上效期。 |
| 圣诞岛                     | 電子簽證              | 最長30日，持有澳洲電子簽證（ETA）以觀光或商務為目的，可入境該島。 |
| 科科斯（基林）群島         | 電子簽證              | 最長30日，持有澳洲電子簽證（ETA）以觀光或商務為目的，可入境該島。 |
| 庫克群島                   | 免簽證                | 最長31日；停留時間超過31日的旅客可以辦理落地簽證；抵達時護照至少有6個月以上效期。 |
| 法屬玻里尼西亞             | 免簽證                | 申根區內180日當中最長90日。需持有含中華民國國民身分證號碼之護照，抵達時護照至少有3個月以上效期。 |
| 關島                       | 免簽證                | 最長45日，需持有中華民國國民身分證且必須從臺灣搭乘無轉機或停留之直航班機；否則需採用免簽證計畫，為2年內海外入境起最長90日，需向旅行授權電子系統申請並持有含中華民國國民身分證號碼之護照。 |
| 新喀里多尼亞               | 免簽證                | 申根區內180日當中最長90日。需持有含中華民國國民身分證號碼之護照，抵達時護照至少有3個月以上效期。。 |
| 纽埃                       | 免簽證                | 最長30日，抵達時護照至少有6個月以上效期。 |
| 诺福克岛                   | 電子簽證              | 最長3個月，持有澳洲電子簽證（ETA）以觀光或商務為目的，可入境該島。 |
|                            | 免簽證                | 最長45日，需持有中華民國國民身分證且必須從臺灣搭乘無轉機或停留之直航班機；否則需採用免簽證計畫，為2年內海外入境起最長90日，需向旅行授權電子系統申請並持有含中華民國國民身分證號碼之護照。 |
| 皮特凯恩群岛               | 免簽證                | 14日，簽證與落地費用為35美元，如果不在岸上旅遊則只需負擔5美元稅費。 |
| 美國本土外小島嶼           | 特殊入境許可          | 如在貝克島、豪蘭島、賈維斯島、強斯頓環礁、金曼礁、中途島、帕邁拉環礁與威克島旅遊，需申請特殊許可。 |
|                            | 免簽證                | 申根區內180日當中最長90日。需持有含中華民國國民身分證號碼之護照。 |
| 南美洲                     |                       | |
| 國家或地區                 | 簽證要求              | 說明（不含離境規費） |
|                            | 需要事先登記          | 需事先進行線上登記。於機場入境前也必須取得過境控制卡（Transit Control Card）。 |
| 南大西洋與南極洲           |                       | |
| 國家或地區                 | 簽證要求              | 說明（不含離境規費） |
| 福克蘭群島                 | 免簽證                | 連續24個月期間內最長可累計停留12個月。 |
| 南乔治亚和南桑威奇群岛     | 需要許可              | 需要事先向專員取得許可（72小時110英鎊，1個月160英鎊）。 |
| 南極洲                     |                       | 需向 英属南极领地、 法属南部和南极领地、 阿根廷属南极地区、 澳大利亞南極領地、 智利南極領地、 赫德島和麥克唐納群島、 彼得一世島、 毛德皇后地或 羅斯屬地取得特殊許可。 |

 阿拉伯国家联盟 — 部分國家因阿拉伯國家聯盟對以色列的抵制，會阻止曾於護照蓋有以色列入境戳章的國民入境。

## 其他类型签证要求

### 打工度假簽證
- 中華民國政府及 新西兰（自2004年6月1日生效）、 （自2004年11月1日生效）、 日本（自2009年6月1日生效）、 加拿大（自2010年7月1日生效）、 德国（自2010年10月11日生效）、 （自2011年1月1日生效）、 英国（自2012年1月1日生效）、 爱尔兰（自2013年1月1日生效）、 比利时（自2013年3月29日生效）、 斯洛伐克（自2014年10月23日生效）、 波蘭（自2014年12月1日生效）、 匈牙利（自2014年12月31日生效）、 奥地利（自2015年1月26日生效）、 捷克（自2016年4月18日生效）、 法國（自2016年8月8日生效）、 盧森堡（自2019年1月1日生效）、 荷蘭（自2020年4月1日生效）、 以色列（自2023年5月3日生效）簽有打工度假（working holiday）協議。
- 依據打工度假協議，介於18~35歲公民得以申請多次進出該國打工度假簽證。(打工簽證申請年紀視協定內容而定)

### 亞太經濟合作商務旅行卡

正式成員
過渡成員（美國、加拿大）

亞太經濟合作商務旅行卡持有者至下列國家或地區旅行不需要簽證：
| - 1 - 1 - 智利1 - 印度尼西亞2 - 日本1 - 1 - 马来西亚2 - 墨西哥1 | - 新西兰1 - 2 - 秘魯1 - 菲律賓3 - 俄羅斯1 - 新加坡2 - 泰國1 - 越南2 |  |

1 – 最長90日

2 – 最長60日

3 – 最長59日
雖然中華民國（正式會籍名稱為中華臺北）為該計畫成員，但目前不允許以旅行卡入境中华人民共和国实际控制的中國大陸和香港。
使用時需與護照合併使用。

## 臺灣地區無戶籍國民
持有中華民國護照的臺灣地區無戶籍國民的簽證要求與在臺灣地區設籍的中華民國國民的簽證要求不同。

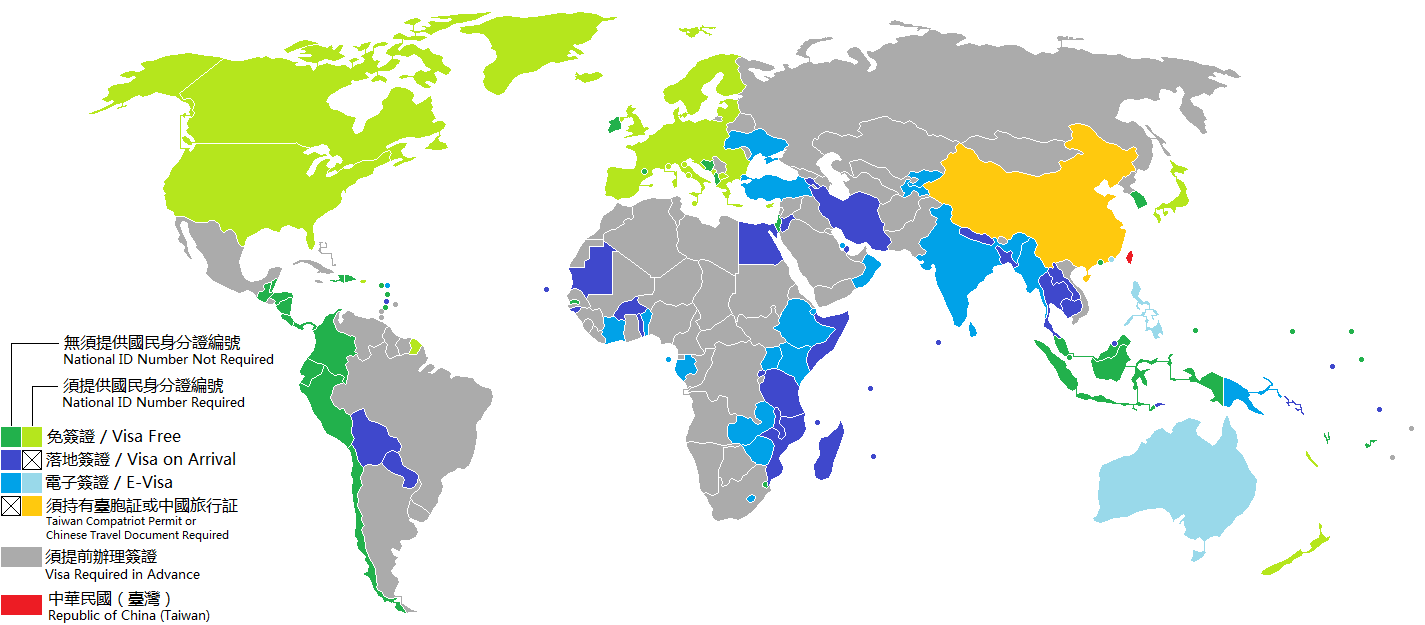
居住臺灣地區設有戶籍國民與臺灣地區無戶籍國民護照的簽證要求比較。

### 腳註
1. ↑  . 內政部入出國及移民署全球資訊網. 2007-10-12  [2023-06-04]. （原始内容存档于2009-07-28） （中文（臺灣））.
2. ↑  . 外交部領事事務局. 2025-06-27  [2025-07-25]. （原始内容存档于2025-07-25？7）.
3. ↑   (PDF). Henley & Partners.   [2025-08-13] （英语）.
4. ↑   (PDF). Henley & Partners.   [2020-10-14]. （原始内容存档 (PDF)于2020-11-01）.
5. ↑  . 自由時報. 2023-09-12.
6. 1 2  .   [2025-02-15]. （原始内容存档于2021-04-14）.
7. ↑  . 外交部領事事務局.   [2020-04-02]. （原始内容存档于2017-12-16） （中文（臺灣））.
8. ↑  . 外交部領事事務局.
9. 1 2  Ascension Island eVisa AM I ELIGIBLE FOR AN E-VISA? （页面存档备份，存于）, Ascension Island eVisa.
10. ↑  . www.mofa.gov.tw.   [2020-03-13]. （原始内容存档于2020-12-07）.
11. ↑  签证信息，阿富汗外交部。
12. ↑  外国公民签证政策，阿尔巴尼亚欧洲和外交事务部。
13. ↑  国际民用航空组织（IATA）旅行信息手冊
14. ↑  安道尔旅游信息，安道尔外交部。
15. ↑  国际民用航空组织（IATA）旅行信息手冊
16. ↑  免签证国家，安提瓜和巴布达移民局。
17. ↑  签证政策，阿根廷国家移民署（西班牙語）。
18. ↑  . occat.cancilleria.gob.ar.[]
19. ↑  签证，亚美尼亚外交部。
20. ↑  访问者签证选项，澳大利亚内务部。
21. ↑  . Federal Register of Legislaton,Commonwealth of Australia.   [2017-06-19]. （原始内容存档于2019-05-13） （英语）.
22. ↑  申根签证奥地利联邦欧洲、融合和外交事务部。
23. ↑  免签证旅游政策适用国家，阿塞拜疆外交部（阿塞拜疆語）。
24. ↑  . evisa.gov.az.   [2020-03-02]. （原始内容存档于2016-12-20）.
25. ↑  在线电子签证服务—外交部—巴哈马，巴哈马政府
26. ↑  巴林电子签证，巴林内政部。
27. ↑  国际民用航空组织（IATA）旅行信息手冊
28. ↑  . 外交部領事事務局.
29. ↑  . 達卡台灣貿易中心.
30. ↑  巴巴多斯签证要求和互惠安排，巴巴多斯外交和对外贸易部，2020年7月1日。
31. ↑  免签证旅游，白俄罗斯外交部。
32. ↑  . www.mfa.gov.by.   [2017-06-19]. （原始内容存档于2017-08-10）.
33. ↑  比利时签证，比利时联邦公共服务外交。
34. ↑  你来伯利兹旅游需要签证么？，伯利兹外交、对外贸易和移民部，2023年7月。
35. ↑  签证，贝宁移民事务管理署。
36. ↑  签证，不丹旅游局。
37. ↑  玻利维亚入境要求，玻利维亚移民总署（西班牙語）。
38. ↑  签证，波斯尼亚和黑塞哥维那外交部。
39. ↑  签证申请要求，博茨瓦纳
40. ↑  巴西旅游签证，巴西外交部（葡萄牙语和英语）。
41. ↑  .   [2017-06-19]. （原始内容存档于2016-08-10）.
42. ↑  签证申请国家分类，文莱外交和贸易部。
43. ↑  保加利亚签证，保加利亚外交部。
44. ↑  国际民用航空组织（IATA）旅行信息手冊
45. ↑  国际民用航空组织（IATA）旅行信息手冊
46. 1 2  国际民用航空组织（IATA）旅行信息手冊
47. ↑  国际民用航空组织（IATA）旅行信息手冊
48. ↑  国际民用航空组织（IATA）旅行信息手冊
49. ↑  . www.cic.gc.ca.   [2017-06-19]. （原始内容存档于2017-11-23）.
50. ↑  国际民用航空组织（IATA）旅行信息手冊
51. ↑  . www.ease.gov.cv.   [2020-12-11]. （原始内容存档于2020-10-16）.
52. ↑  国际民用航空组织（IATA）旅行信息手冊
53. ↑  国际民用航空组织（IATA）旅行信息手冊
54. ↑  国际民用航空组织（IATA）旅行信息手冊
55. ↑  国际民用航空组织（IATA）旅行信息手冊
56. ↑  国际民用航空组织（IATA）旅行信息手冊
57. ↑  国际民用航空组织（IATA）旅行信息手冊
58. ↑  国际民用航空组织（IATA）旅行信息手冊
59. ↑  国际民用航空组织（IATA）旅行信息手冊
60. ↑  国际民用航空组织（IATA）旅行信息手冊
61. ↑  .   [2019-06-20]. （原始内容存档于2017-04-22）.
62. ↑  签证要求概览，克罗地亚外交和欧洲事务部。
63. ↑  国际民用航空组织（IATA）旅行信息手冊
64. ↑  . 中央廣播電臺. 2024-03-26  [2024-03-26]. （原始内容存档于2024-03-27）.
65. ↑  . 外交部領事事務局.   [2024-03-26]. （原始内容存档于2017-12-17）.
66. ↑  签证政策，塞浦路斯外交部。
67. ↑  免除公民签证要求的国家列表，捷克共和国外交部，2017年7月13日。
68. ↑  需要签证的国家和免签国家，丹麦移民服务，2017年12月8日。
69. ↑  国际民用航空组织（IATA）旅行信息手冊
70. ↑  国际民用航空组织（IATA）旅行信息手冊
71. ↑  国际民用航空组织（IATA）旅行信息手冊
72. ↑  国际民用航空组织（IATA）旅行信息手冊
73. ↑  国际民用航空组织（IATA）旅行信息手冊
74. ↑  国际民用航空组织（IATA）旅行信息手冊
75. ↑  国际民用航空组织（IATA）旅行信息手冊
76. ↑  国际民用航空组织（IATA）旅行信息手冊
77. ↑  谁不需要签证就能访问爱沙尼亚？，爱沙尼亚外交部，2017年11月2日。
78. ↑  国际民用航空组织（IATA）旅行信息手冊
79. ↑  . www.evisa.gov.et.   [2020-12-11]. （原始内容存档于2017-08-04）.
80. ↑  国际民用航空组织（IATA）旅行信息手冊
81. ↑  国际民用航空组织（IATA）旅行信息手冊
82. ↑  芬兰的签证要求和可接受旅行证件，芬兰外交部。
83. ↑  持有普通护照的外国公民免签证要求，法国欧洲和外交事务部，2016年1月。
84. ↑  国际民用航空组织（IATA）旅行信息手冊
85. ↑  . evisa.dgdi.ga.   [2015-07-24]. （原始内容存档于2017-07-07）.
86. ↑  国际民用航空组织（IATA）旅行信息手冊
87. ↑  国际民用航空组织（IATA）旅行信息手冊
88. ↑  入境德意志联邦共和国的签证/免签要求概览，德国联邦外交办公室。
89. ↑  国际民用航空组织（IATA）旅行信息手冊
90. ↑  需要或免除签证的国家，希腊外交部，2017年6月13日。
91. ↑  国际民用航空组织（IATA）旅行信息手冊
92. ↑  国际民用航空组织（IATA）旅行信息手冊
93. ↑  国际民用航空组织（IATA）旅行信息手冊
94. ↑  国际民用航空组织（IATA）旅行信息手冊
95. ↑  国际民用航空组织（IATA）旅行信息手冊
96. ↑  国际民用航空组织（IATA）旅行信息手冊
97. ↑  国际民用航空组织（IATA）旅行信息手冊
98. ↑  不需要签证的国家，匈牙利外交和贸易部。
99. ↑  谁不需要签证，冰岛移民署。
100. ↑  . Ministry of Home Affairs, Government of India.   [2017-06-19]. （原始内容存档于2017-11-19）.
101. ↑  国际民用航空组织（IATA）旅行信息手冊
102. ↑  国际民用航空组织（IATA）旅行信息手冊
103. ↑  国际民用航空组织（IATA）旅行信息手冊
104. ↑  . Tehran Times. 2015-08-03  [2019-06-20]. （原始内容存档于2020-11-30）.
105. ↑  国际民用航空组织（IATA）旅行信息手冊
106. ↑  需要签证访问爱尔兰的国家，爱尔兰归化和移民服务。
107. ↑  旅游签证表，以色列外交部，2017年5月23日。
108. ↑  意大利签证，意大利外交和国际合作部。
109. ↑  国际民用航空组织（IATA）旅行信息手冊
110. ↑  国际民用航空组织（IATA）旅行信息手冊
111. ↑  国际民用航空组织（IATA）旅行信息手冊
112. ↑  国际民用航空组织（IATA）旅行信息手冊
113. ↑  .   [2024-05-18]. （原始内容存档于2020-11-05）.
114. ↑  国际民用航空组织（IATA）旅行信息手冊
115. ↑  国际民用航空组织（IATA）旅行信息手冊
116. ↑  国际民用航空组织（IATA）旅行信息手冊
117. ↑  国际民用航空组织（IATA）旅行信息手冊
118. ↑  国际民用航空组织（IATA）旅行信息手冊
119. ↑  . laoevisa.gov.la.   [2020-03-03]. （原始内容存档于2020-12-07）.
120. ↑  国际民用航空组织（IATA）旅行信息手冊
121. ↑  公民入境拉脱维亚无需签证的国家，拉脱维亚外交部，2017年10月9日。
122. ↑  国际民用航空组织（IATA）旅行信息手冊
123. ↑  . Lesotho E-Visa. 2014-12-24  [2019-06-20]. （原始内容存档于2018-09-11）.
124. ↑  国际民用航空组织（IATA）旅行信息手冊
125. ↑  国际民用航空组织（IATA）旅行信息手冊
126. ↑  国际民用航空组织（IATA）旅行信息手冊
127. ↑  签证，列支敦士登政府（德語）。
128. ↑  我需要签证么？，立陶宛外交部，2017年8月30日。
129. ↑  停留卢森堡不超过90日，卢森堡政府。
130. ↑  国际民用航空组织（IATA）旅行信息手冊
131. ↑  国际民用航空组织（IATA）旅行信息手冊
132. ↑  国际民用航空组织（IATA）旅行信息手冊
133. ↑  国际民用航空组织（IATA）旅行信息手冊
134. ↑  国际民用航空组织（IATA）旅行信息手冊
135. ↑  谁需要签证？，识别马耳他。
136. ↑  国际民用航空组织（IATA）旅行信息手冊
137. ↑  国际民用航空组织（IATA）旅行信息手冊
138. ↑  国际民用航空组织（IATA）旅行信息手冊
139. ↑  .   [2017-06-19]. （原始内容存档于2016-02-02）.
140. ↑  国际民用航空组织（IATA）旅行信息手冊
141. ↑  国际民用航空组织（IATA）旅行信息手冊
142. ↑  国际民用航空组织（IATA）旅行信息手冊
143. ↑  在您离开之前，摩纳哥政府旅游办公室。
144. ↑  .   [2023-06-19]. （原始内容存档于2020-04-01）.
145. ↑  国际民用航空组织（IATA）旅行信息手冊
146. ↑  国际民用航空组织（IATA）旅行信息手冊
147. ↑  国际民用航空组织（IATA）旅行信息手冊
148. ↑  .   [2017-06-19]. （原始内容存档于2014-08-13）.
149. ↑  国际民用航空组织（IATA）旅行信息手冊
150. ↑  国际民用航空组织（IATA）旅行信息手冊
151. ↑  国际民用航空组织（IATA）旅行信息手冊
152. ↑  短期停留申根签证（90日或更短），荷兰政府。
153. ↑  国际民用航空组织（IATA）旅行信息手冊
154. ↑  国际民用航空组织（IATA）旅行信息手冊
155. ↑  国际民用航空组织（IATA）旅行信息手冊
156. ↑  国际民用航空组织（IATA）旅行信息手冊
157. ↑  国际民用航空组织（IATA）旅行信息手冊
158. ↑  无需签证访问挪威的人，挪威移民署。
159. ↑  国际民用航空组织（IATA）旅行信息手冊
160. ↑  .   [2015-07-17]. （原始内容存档于2019-05-28）.
161. ↑  国际民用航空组织（IATA）旅行信息手冊
162. ↑  国际民用航空组织（IATA）旅行信息手冊
163. ↑  国际民用航空组织（IATA）旅行信息手冊
164. ↑  国际民用航空组织（IATA）旅行信息手冊
165. ↑  国际民用航空组织（IATA）旅行信息手冊
166. ↑  国际民用航空组织（IATA）旅行信息手冊
167. 1 2  国际民用航空组织（IATA）旅行信息手冊
168. ↑  亞東太平洋司. . 中華民國外交部. 2025-06-19.
169. ↑  . onlinetravel.meco.org.tw.   [2017-04-10]. （原始内容存档于2018-07-16）.
170. ↑  免签证国家，波兰外交部。
171. ↑  需要签证的第三国公民，葡萄牙外交部。
172. ↑  国际民用航空组织（IATA）旅行信息手冊
173. ↑  . ETtoday 旅遊雲.
174. ↑  我需要签证么？，罗马尼亚外交部。
175. ↑  国际民用航空组织（IATA）旅行信息手冊
176. ↑  . www.migration.gov.rw.   [2017-06-19]. （原始内容存档于2017-06-13）.
177. ↑  国际民用航空组织（IATA）旅行信息手冊
178. ↑  国际民用航空组织（IATA）旅行信息手冊
179. ↑  国际民用航空组织（IATA）旅行信息手冊
180. ↑  国际民用航空组织（IATA）旅行信息手冊
181. ↑  边境手续，圣马力诺旅游部门。
182. ↑  国际民用航空组织（IATA）旅行信息手冊
183. ↑  .   [2015-05-21]. （原始内容存档于2015-05-21）.
184. ↑  国际民用航空组织（IATA）旅行信息手冊
185. ↑  国际民用航空组织（IATA）旅行信息手冊
186. ↑  国际民用航空组织（IATA）旅行信息手冊
187. ↑  . www.tokyo.mfa.gov.rs.   [2017-06-19]. （原始内容存档于2017-03-31）.
188. ↑  国际民用航空组织（IATA）旅行信息手冊
189. ↑  国际民用航空组织（IATA）旅行信息手冊
190. ↑  国际民用航空组织（IATA）旅行信息手冊
191. ↑  领事信息和旅游签证，斯洛伐克外交和欧洲事务部。
192. ↑  签证政策和签证，斯洛文尼亚外交部。
193. ↑  国际民用航空组织（IATA）旅行信息手冊
194. ↑  国际民用航空组织（IATA）旅行信息手冊
195. ↑  楊堯茹. . 中央通訊社. 2025-07-29.
196. ↑  国际民用航空组织（IATA）旅行信息手冊
197. ↑  国际民用航空组织（IATA）旅行信息手冊
198. ↑  入境要求，西班牙外交和合作部。
199. ↑  国际民用航空组织（IATA）旅行信息手冊
200. ↑  国际民用航空组织（IATA）旅行信息手冊
201. ↑  国际民用航空组织（IATA）旅行信息手冊
202. ↑  需要签证入境瑞典的外国公民列表，瑞典政府。
203. ↑  根据国籍提供身份证和签证概览，瑞士国家移民秘书处。
204. ↑  国际民用航空组织（IATA）旅行信息手冊
205. ↑  国际民用航空组织（IATA）旅行信息手冊
206. ↑  国际民用航空组织（IATA）旅行信息手冊
207. ↑  国际民用航空组织（IATA）旅行信息手冊
208. ↑  .   [2024-07-12]. （原始内容存档于2024-08-17）.
209. ↑  国际民用航空组织（IATA）旅行信息手冊
210. ↑  国际民用航空组织（IATA）旅行信息手冊
211. ↑  国际民用航空组织（IATA）旅行信息手冊
212. ↑  国际民用航空组织（IATA）旅行信息手冊
213. ↑  国际民用航空组织（IATA）旅行信息手冊
214. ↑  国际民用航空组织（IATA）旅行信息手冊
215. ↑  国际民用航空组织（IATA）旅行信息手冊
216. ↑  {Timatic|nationality=TW|destination=TV}}
217. ↑  国际民用航空组织（IATA）旅行信息手冊
218. ↑  国际民用航空组织（IATA）旅行信息手冊
219. ↑  .   [2020-12-11]. （原始内容存档于2018-04-04）.
220. ↑  国际民用航空组织（IATA）旅行信息手冊
221. ↑  . www.ednrd.ae.   [2020-12-11]. （原始内容存档于2019-06-10）.
222. ↑  英国签证要求：运输业列表，英国政府，2017年10月2日。
223. ↑  无签证旅游，美国国务院。
224. ↑  . help.cbp.gov.   [2017-06-19]. （原始内容存档于2016-12-19）.
225. ↑  http://travel.state.gov/content/visas/en/fees/reciprocity-by-country/TW.html （页面存档备份，存于） Taiwan Reciprocity Schedule
226. ↑  国际民用航空组织（IATA）旅行信息手冊
227. ↑  国际民用航空组织（IATA）旅行信息手冊
228. ↑  . mfa.uz.   [2020-03-02]. （原始内容存档于2018-11-24）.
229. ↑  国际民用航空组织（IATA）旅行信息手冊
230. ↑  国际民用航空组织（IATA）旅行信息手冊
231. ↑  国际民用航空组织（IATA）旅行信息手冊
232. ↑  国际民用航空组织（IATA）旅行信息手冊
233. ↑  国际民用航空组织（IATA）旅行信息手冊
234. ↑  Company, DotGov Solutions. . evisa.zambiaimmigration.gov.zm.   [2015-07-18]. （原始内容存档于2015-08-09）.
235. ↑  国际民用航空组织（IATA）旅行信息手冊
236. ↑  . 中华人民共和国驻澳大利亚使馆. 2014-06-10. （原始内容存档于2016-05-07）.
237. ↑  其他免签类型包括什么？，中国领事服务网，2025年4月18日。
238. ↑   （页面存档备份，存于）, 台灣居民預辦入境登記
239. ↑  香港特別行政區的旅遊簽證和進入許可規例，香港入境事務處，2017年4月。電子化簽證申請服務，香港入境事務處。
240. ↑  . 中華人民共和國駐紐約總領事館.   [2020-05-11]. （原始内容存档于2020-09-27） （中文）.
241. ↑  非澳門居民出入境，中華人民共和國澳門特別行政區政府入口網站。
242. ↑  . Government Information Bureau of the Macao.   [2017-04-06]. （原始内容存档于2017-04-07） （中文）.
243. ↑  非澳門居民出入境，中華人民共和國澳門特別行政區政府入口網站。
244. ↑  .   [2017-06-15]. （原始内容存档于2015-06-26）.
245. ↑  .   [2017-06-23]. （原始内容存档于2013-10-13）.
246. ↑  . www.athosfriends.org.   [2017-07-01]. （原始内容存档于2017-12-01）.
247. ↑  Ioannis, DATAFON Verginis G. . www.mountathosinfos.gr.   [2017-12-14]. （原始内容存档于2007-12-01）.
248. ↑  国际民用航空组织（IATA）旅行信息手冊
249. ↑  . Ministry of Foreign Affairs - Republic of Kosovo.   [2015-08-09]. （原始内容存档于2017-12-28）.
250. ↑   （页面存档备份，存于） （页面存档备份，存于）
251. ↑  . UNFICYP. 2015-12-01  [2019-06-20]. （原始内容存档于2020-11-05）.
252. ↑  签证和移民，直布罗陀政府。
253. ↑  . Bureau of Consular Affairs, U.S. Department of State.   [2013-11-18]. （原始内容存档于2013-12-03）.
254. ↑  . mfa-rso.su.   [2017-07-01]. （原始内容存档于2013-07-05）.
255. ↑  . mfa-rso.su.   [2017-07-01]. （原始内容存档于2013-10-15）.
256. ↑  . transnistria-tour.com.   [2017-07-01]. （原始内容存档于2017-08-08）.
257. ↑  Planet, Lonely. . Lonely Planet.   [2018-01-30]. （原始内容存档于2017-07-02）.
258. ↑  .   [2018-01-30]. （原始内容存档于2011-07-03）.
259. ↑  2015年2月4日有关外国人入境马约特领土所需文件和签证的法令，Légifrance（法語）。
260. ↑  2011年7月26日有关外国人入境瓜德罗普、法属圭亚那、马提尼克、留尼汪和圣皮埃尔和密克隆集体领土所需文件和签证的法令，Légifrance（法語）。
261. ↑  短期入境许可，圣赫勒拿政府。
262. ↑  .   [2018-01-30]. （原始内容存档于2017-07-09）.
263. ↑  Grundy, Richard. . www.tristandc.com.   [2018-01-30]. （原始内容存档于2018-02-27）.
264. ↑  . Bureau of Consular Affairs, U.S. Department of State.   [2016-05-19]. （原始内容存档于2016-05-17）.
265. ↑  .   [2013-11-26]. （原始内容存档于2012-04-26）.
266. ↑  .   [2014-08-01]. （原始内容存档于2014-07-01）.
267. ↑  .   [2015-08-04]. （原始内容存档于2011-08-09）.
268. ↑  .   [2018-01-30]. （原始内容存档于2019-03-29）.
269. ↑  .   [2014-08-01]. （原始内容存档于2017-04-30）.
270. ↑  国际民用航空组织（IATA）旅行信息手冊
271. ↑  . Bureau of Consular Affairs, U.S. Department of State.   [2016-05-18]. （原始内容存档于2016-05-17）.
272. ↑  . Bureau of Consular Affairs, U.S. Department of State.   [2016-05-18]. （原始内容存档于2016-05-17）.
273. ↑  . Bureau of Consular Affairs, U.S. Department of State.   [2016-05-18]. （原始内容存档于2016-05-17）.
274. ↑  . Bureau of Consular Affairs, U.S. Department of State.   [2016-05-18]. （原始内容存档于2016-05-17）.
275. ↑  旅游签证表，以色列外交部，2017年5月23日。
276. ↑  . www.vietseatourist.vn.   [2018-01-30]. （原始内容存档于2017-07-01）.
277. ↑  . Bureau of Consular Affairs, U.S. Department of State.   [2016-05-19]. （原始内容存档于2016-05-18）.
278. ↑  安圭拉签证要求，安圭拉政府，2016年10月。
279. ↑  我需要签证才能访问王国加勒比地区么？，荷兰政府。
280. ↑  百慕大入境签证，百慕大政府。
281. ↑  我需要签证才能访问王国加勒比地区么？，荷兰政府。
282. ↑  签证，英属维尔京群岛旅游部门。
283. ↑  免签证及需要签证国家，开曼群岛移民局。
284. ↑  我需要签证才能访问王国加勒比地区么？，荷兰政府。
285. ↑  2011年7月26日有关外国人入境瓜德罗普、法属圭亚那、马提尼克、留尼汪和圣皮埃尔和密克隆集体领土所需文件和签证的法令，Légifrance（法語）。
286. ↑  需要签证的国家和免签国家，丹麦移民服务，2017年12月8日。
287. ↑  无需签证的国家，蒙特塞拉特移民局。
288. ↑  。无签证旅游，美国国务院。
289. ↑  。2011年7月26日有关外国人入境瓜德罗普、法属圭亚那、马提尼克、留尼汪和圣皮埃尔和密克隆集体领土所需文件和签证的法令，Légifrance（法語）。
290. ↑  .   [2018-01-30]. （原始内容存档于2016-04-21）.
291. ↑  étrangères, Ministère de l'Europe et des Affaires. . France Diplomatie :: Ministry for Europe and Foreign Affairs.   [2019-06-20]. （原始内容存档于2020-11-19）.
292. ↑  我需要签证才能访问王国加勒比地区么？，荷兰政府。
293. ↑  申请特克斯和凯科斯访客签证的要求，特克斯和凯科斯群岛边境管制和环境部。
294. ↑  无签证旅游，美国国务院。
295. ↑  Crew, Jan Mayen. . www.jan-mayen.no.   [2017-07-01]. （原始内容存档于2012-10-09）.
296. ↑  .   [2017-07-01]. （原始内容存档于2012-08-04）.
297. ↑  一般信息，美属萨摩亚访客管理局。
298. ↑  . american samoa.   [2018-01-30]. （原始内容存档于2017-09-27）.
299. ↑  圣诞岛旅客信息，澳大利亚基建和区域开发部。
300. ↑  科科斯（基林）群岛旅客信息，澳大利亚基建和区域开发部。
301. ↑  .   [2013-11-16]. （原始内容存档于2013-11-15）.
302. ↑  2011年12月29日有关外国人入境法属波利尼西亚领土所需文件和签证的法令，Légifrance（法語）。
303. ↑  无签证旅游，美国国务院。
304. ↑  2011年7月22日有关外国人入境新喀里多尼亚领土所需文件和签证的法令，Légifrance（法語）。
305. ↑  . The Official Website Of Niue Tourism.   [2018-01-30]. （原始内容存档于2017-07-24）.
306. ↑  纽埃旅游，纽埃旅游办公室。
307. ↑  诺福克岛，澳大利亚内务部。
308. ↑  无签证旅游，美国国务院。
309. ↑  .   [2015-09-25]. （原始内容存档于2013-10-18）.
310. ↑  Haigh, Bill. . www.government.pn.   [2018-01-30]. （原始内容存档于2017-07-17）.
311. ↑   (PDF).   [2018-01-30]. （原始内容存档 (PDF)于2017-09-21）.
312. ↑  .   [2013-11-16]. （原始内容存档于2013-10-17）.
313. ↑  .   [2013-11-16]. （原始内容存档于2013-10-17）.
314. ↑  . www.fws.gov.   [2018-01-30]. （原始内容存档于2014-09-04）.
315. ↑  .   [2013-11-16]. （原始内容存档于2008-09-22）.
316. ↑  .   [2013-11-16]. （原始内容存档于2013-10-17）.
317. ↑  .   [2014-05-12]. （原始内容存档于2014-02-27）.
318. ↑  .   [2013-11-16]. （原始内容存档于2013-05-22）.
319. ↑  2011年7月26日有关外国人入境瓦利斯和富图纳领土所需文件和签证的法令，Légifrance（法語）。
320. ↑  .   [2017-11-06]. （原始内容存档于2015-02-21）.
321. ↑  . www.falklandislands.com.   [2017-11-06]. （原始内容存档于2017-11-07）.
322. ↑  . www.fco.gov.uk.   [2017-11-06]. （原始内容存档于2012-10-30）.
323. ↑  .   [2017-11-06]. （原始内容存档于2008-04-12）.
324. ↑  . www.antarctica.ac.uk.   [2017-11-06]. （原始内容存档于2012-07-04）.
325. ↑  . www.gov.uk.   [2017-11-06]. （原始内容存档于2020-01-18）.
326. ↑  . britishantarcticterritory.fco.gov.uk.   [2017-11-06]. （原始内容存档于2013-01-27）.
327. ↑  . www.taaf.fr.   [2017-11-06]. （原始内容存档于2018-05-01）.
328. ↑  . www.taaf.fr.   [2017-11-06]. （原始内容存档于2012-05-01）.
329. ↑  . www.taaf.fr.   [2017-11-06]. （原始内容存档于2012-05-01）.
330. ↑  .   [2014-08-01]. （原始内容存档于2015-10-31）.
331. ↑  . www.antarctica.gov.au.   [2017-11-06]. （原始内容存档于2012-11-27）.
332. ↑  Division, c=AU;o=Commonwealth of Australia;ou=Department of the Environment and Energy;ou=Australian Antarctic. . www.heardisland.aq.   [2017-11-06]. （原始内容存档于2014-06-20）.
333. ↑  .   [2014-05-12]. （原始内容存档于2014-01-18）.
334. ↑  .   [2011-08-20]. （原始内容存档于2011-05-04）.
335. ↑  Trade, New Zealand Ministry of Foreign Affairs and. . New Zealand Ministry of Foreign Affairs and Trade.   [2017-11-06]. （原始内容存档于2010-05-22）.
336. ↑  . www.apec.org.   [2019-06-20]. （原始内容存档于2020-07-29）.
337. ↑  APEC Business Travel Card[永久]

## 外部連結
- 亨利護照指數（页面存档备份，存于）（英文）